# Deleni, Constanța
Deleni este satul de reședință al comunei cu același nume din județul Constanța, Dobrogea, România. Până în 1940 s-a numit Ienidja/Enigea/Enige (în turcă Yenice). La recensământul din 2002 avea o populație de 420 locuitori.